# Solimões (proposta de unidade federativa)
O Estado de Solimões é uma proposta de nova unidade federativa do Brasil que seria fruto do desmembramento do Amazonas, abrangendo nove municípios amazonenses. A proposta é discutida, pelo menos, desde 1880.
Criada no artigo 12, do Ato das Disposições Constitucionais Transitórias da Constituição brasileira de 1988, a Comissão de Estudos Territoriais concluiu pela necessidade de se alterar a divisão política do Estado do Amazonas, propondo a criação dos territórios de Solimões e do Rio Negro e o reordenamento da região.
Sendo trabalhos da citada comissão, primeiro foram criados os territórios do Acre, Amapá, Roraima e Rondônia (elevados à categoria de Estados, respectivamente: 1963 para o Acre e 1988 para os demais, com a promulgação da nova Constituição Federal em 1988, e posteriormente a divisão de Goiás para a criação do Estado do Tocantins no mesmo ano.